# Edda Schnittgard
Edda Schnittgard (Heide, 3 november 1971) is een Duitse zangeres, cabaretière en schrijfster. Ze werd bekend door haar optredens in het cabaretduo Queen Bee. Beide hadden ze in 2004 een rol in de film Schöne Frauen, waarvan Schnittgard het script schreef.

## Levensloop
Ze groeide op op het Waddeneiland Sylt. In de zomer van 1994 richtte ze samen met Ina Müller het cabarertduo Queen Bee op. Schnittgard gaf de begeleiding in dit duo op de piano. Vanwege haar corpulente lichaam werd ze in hun shows vaak op de hak genomen door Müller, zoals in de uitspraak Ich habe Beine, du hast Stampfer; ich bin die Yacht und du der Dampfer! Ook zelf bracht ze geregeld zelfkritiek, maar stond niettemin zelfbewust in de optredens ondanks dat de spraaklustige en extraverte Müller veelal de plaats op de voorgrond innam.
Op 12 december 2005 voerde ze haar afscheidsvoorstelling in dit duo op. Daarna ging Schnittgard solo verder en trad ze op met anderen. Verder werkt ze als tekstschrijver en toneelregisseur. In 2008 stopte ze met optredens en in oktober 2010 werd bekend dat ze op dat moment al meer dan een jaar last heeft van een zware vorm van multiple sclerose.

## Werk

### Cd's
- 1996: Die eine singt, die andere auch (Queen Bee)
- 1998: Wenn Du aufhörst, fang ich an (Queen Bee)
- 2000: Freundinnen (Queen Bee)
- 2002: Volle Kanne Kerzenschein (Queen Bee)
- 2005: Abseits ist, wenn keiner pfeift (Queen Bee), cd en vcd
- 2006 Barbie Reloaded. Das Ziel ist im Weg

### Kleinkunstregisseur (selectie)
- Sybille und der kleine Wahnsinnige
- Evi und das Tier

## Onderscheidingen
- 2000: Stimuleringsprijs uit de Mindener Stichlinge, bandprijs (met Queen Bee)
- 2001: Duitse Kleinkunstprijs in de categorie chanson / lied / muziek (met Queen Bee)